# 2828 Іку-турсо
2828 Іку-турсо (2828 Iku-Turso) — астероїд головного поясу, відкритий 18 лютого 1942 року.
Тіссеранів параметр щодо Юпітера — 3,626.